# مؤنس الأحرار في دقائق الأشعار

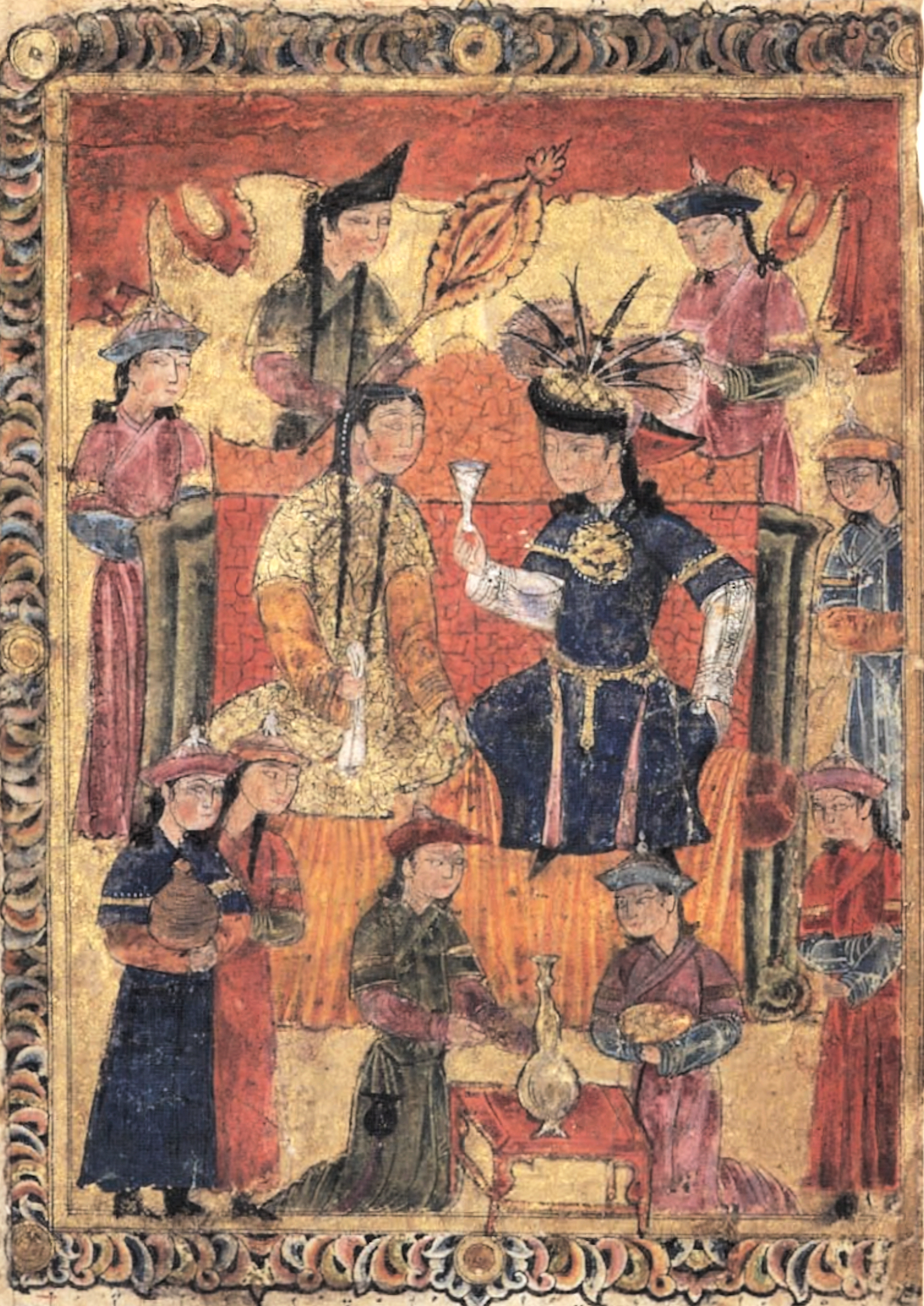
مؤنس الأحرار، الصفحة الأولى اليسرى، 1341. الملابس مغولية، والأسلوب يتوافق مع بلاط الإلخانيين المغولي في إيران.

مؤنس الأحرار في دقائق الأشعار هو كتاب مختارات من القصائد كتبها الشاعر الفارسي ومؤلف الأنطولوجياتالأصفهان محمد الجاجرمي في عام 1340/41. من المحتمل أن تكون المخطوطة التي تعود إلى عام 1341 م قد صُنعَت في أصفهان.

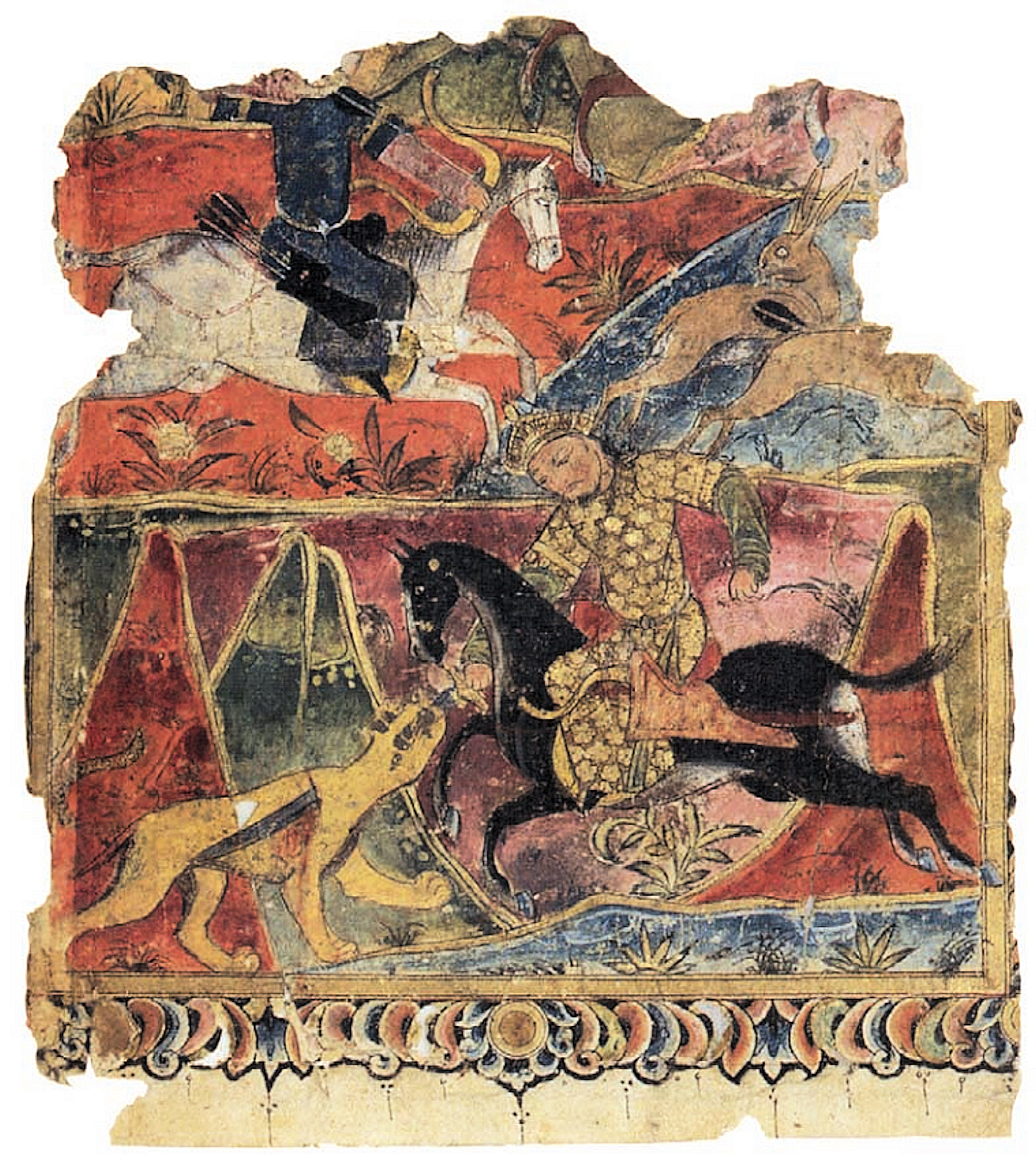
فرسان بزيّ المغول. مؤنس الأحرار، الصفحة الأولى اليمنى (جزء)، ١٣٤١.
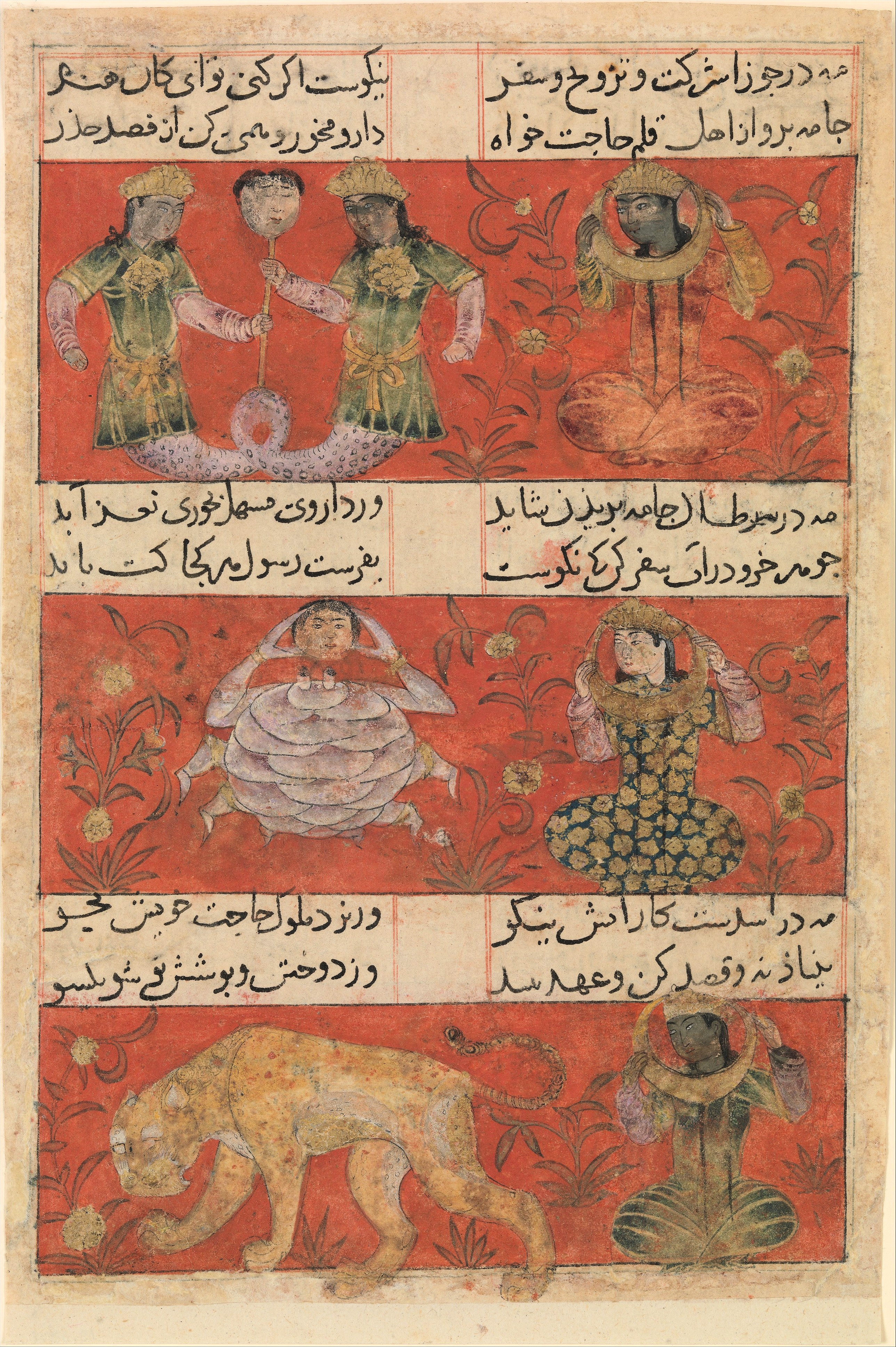
ورقة من مؤنس الأحرار؛ مؤرخة سنة 741 هـ/1340-1341م.
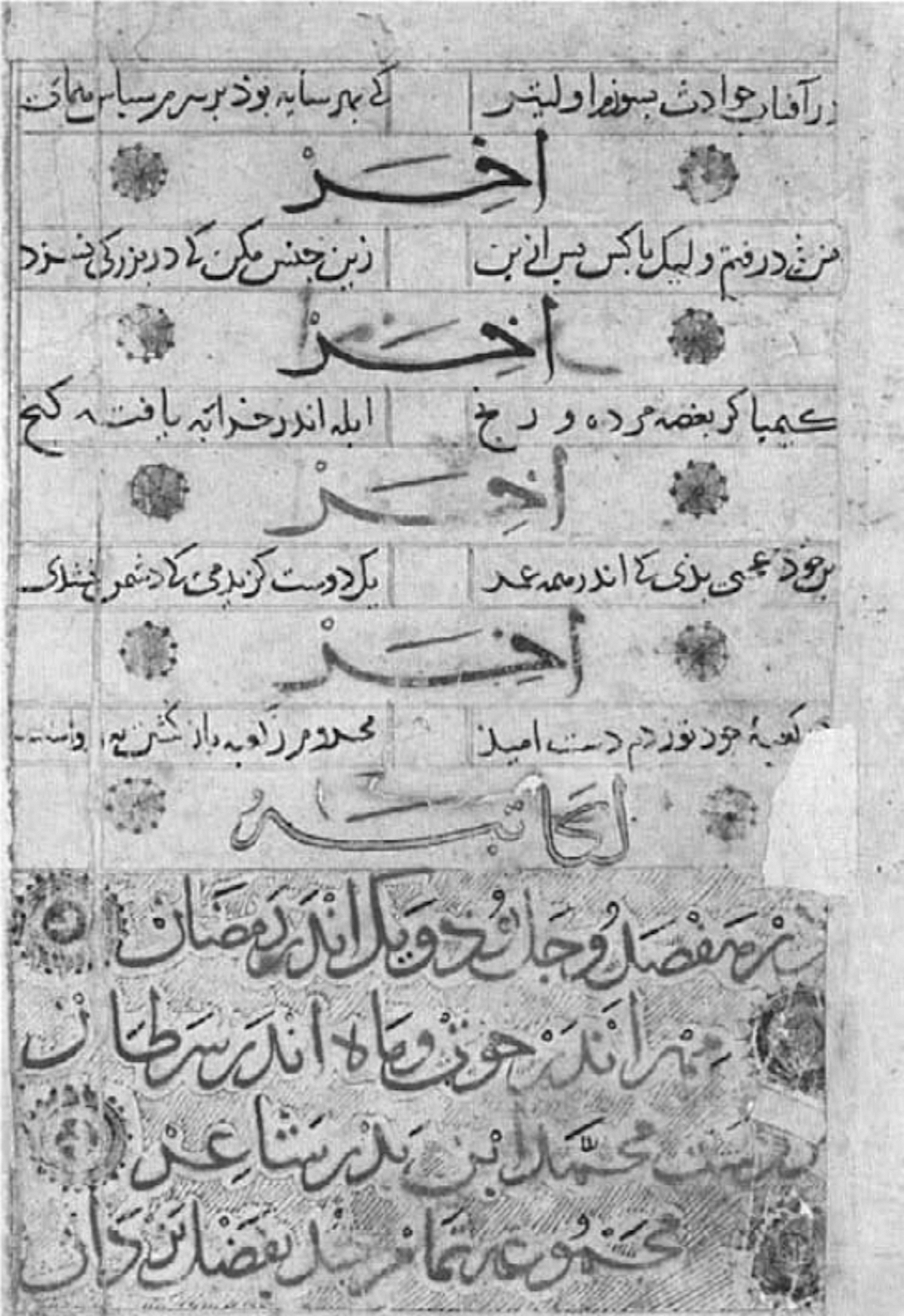
مؤنس الأحرار ، تاريخه 1341.